# Wilhelm Stärze
Wilhelm Stärze (8. února 1851 Mníšek – 24. listopadu 1902 Frýdlant) byl architekt, který působil ve Frýdlantu.
Ve své tvorbě se specializoval na technické stavby. Navrhoval například úpravy ve frýdlantském Zámeckém pivovaru. K jeho dalším dílům patří márnice s kůlnou na oldřichovském hřbitově, rekonstrukce frýdlantského špitálu (dům čp. 176), přestavba větrného mlýna ve Vysokém na rozhlednu s restaurací či přestavba vodní pily čp. 21 v Oldřichově v Hájích. Svou praxi po studiu liberecké průmyslové školy u něj absolvoval také architekt Rudolf Bitzan.